# Agrothrips tantillus
Agrothrips tantillus är en insektsart som beskrevs av Stannard 1958. Agrothrips tantillus ingår i släktet Agrothrips och familjen rörtripsar. Inga underarter finns listade i Catalogue of Life.